# Park Plaza Hotel
Le Park Plaza Hotel est un hôtel de luxe proche de Wilshire Boulevard à Los Angeles en Californie. Il est à l'origine construit pour le Benevolent and Protective Order of Elks qui devra le revendre faute de moyens pour le garder. Le bâtiment est inscrit sur la liste des monuments historiques de la ville de Los Angeles (n°267).